# Alap, Madžarska
Alap je vas na Madžarskem, ki upravno spada pod podregijo Sárbogárd Županije Fejér.